# José León Rojas Chaparro
Monseñor José León Rojas Chaparro (Queniquea, 18 de julio de 1917 - Caracas, 11 de junio de 1982), fue un eclesiástico venezolano. Segundo Obispo de la Diócesis de Trujillo.

## Biografía

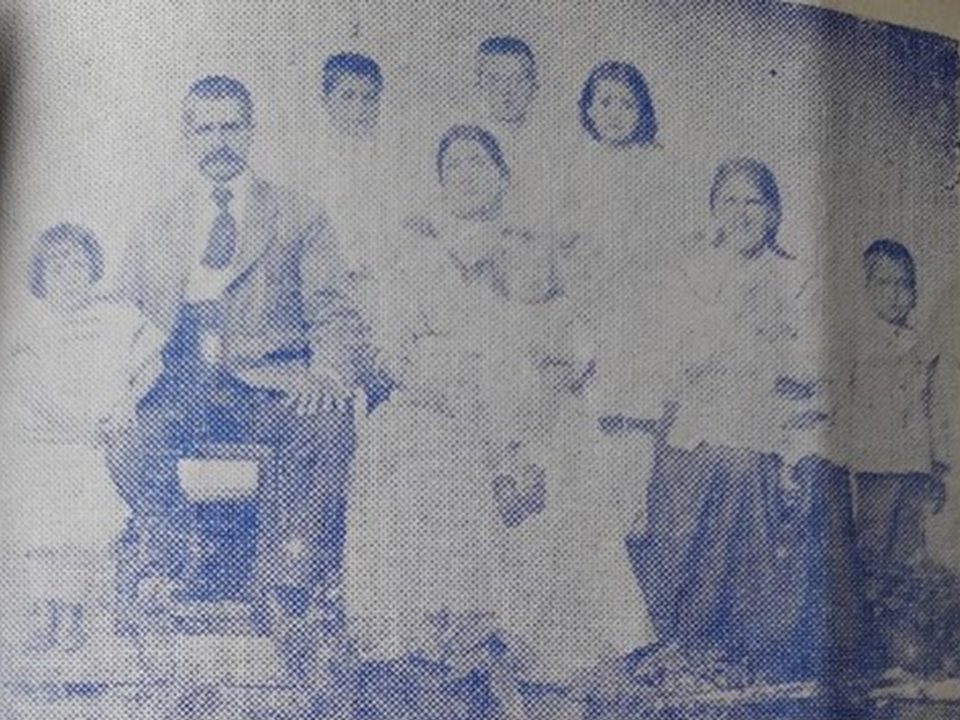
Seis meses de vida de Monseñor Rojas Chaparro

José León Rojas Chaparro nació en el seno de una familia humilde de Queniquea. Su padre fue Don Leonardo Rojas y su madre Doña Catalina Chaparro.
Doña Catalina Chaparro, Nació el 30 de abril de 1892 en Queniquea. Intachable matrona, orgullo de un hogar modelo y excelsas virtudes que siempre le hicieron acreedora de un cariño y respeto de todos.

Don José Leonardo Rojas, Ejemplar varón nacido en Queniquea, que con sus sanas costumbres inculco a todos sus hijos el amor a Dios y al prójimo. Murió el 29 de marzo de 1931. 

### Estudios

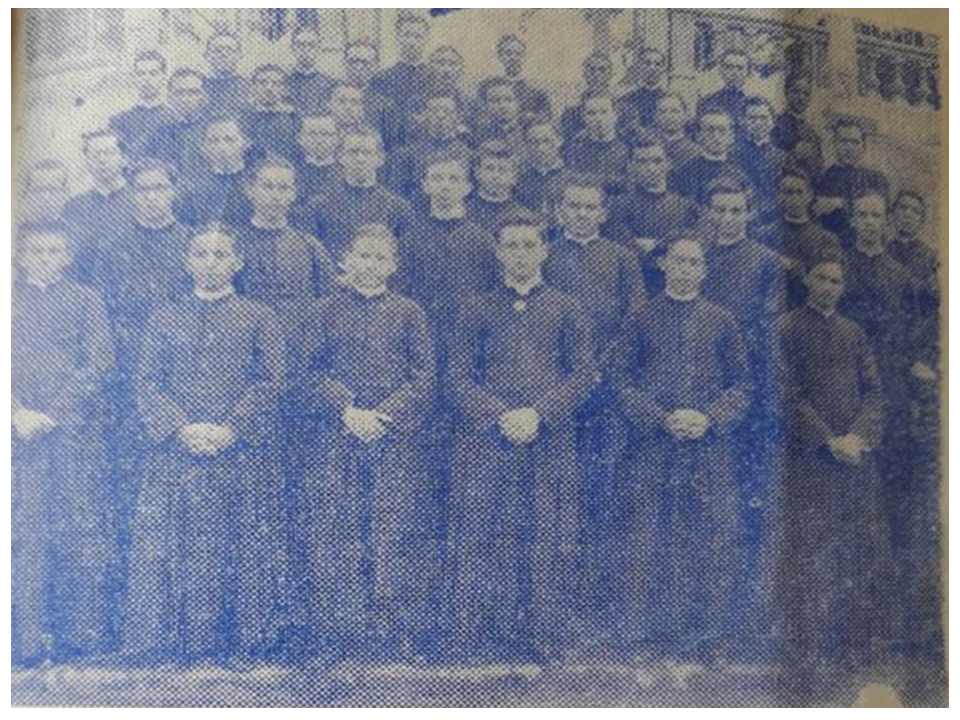
Seminaristas de Santa Rosa de Lima en Caracas

Sus estudios de primaria los realizó en la escuela de su pueblo; el 1 de octubre de 1930 ingresa en el Seminario Santo Tomás de Aquino, donde cursa sus cinco años de bachillerato en el Seminario Menor. En 1935 se traslada a Caracas para ingresar el 1 de octubre al Seminario Interdiocesano donde cursó estudios por 3 años en Filosofía, al culminarlos a mediados de 1938 viaja a Roma, e ingresa en el Pontificio Colegio Pío Latino Americano el 8 de octubre. En la Pontificia Universidad Gregoriana de Roma realizó los cuatro años de estudio en Teología y obtuvo el grado de Licenciado en Sagrada Teología en julio de 1942. Al regresar a Venezuela, revalida su título de Licenciado y obtiene el título de Doctor en Teología en la Universidad Central de Venezuela en noviembre de 1943.

### Sacerdocio
El 4 de abril de 1942 recibe la Ordenación Sacerdotal de manos del Excmo. Passeto R.P. Darío Ferioli, S.I. en la capilla del Pontificio Colegio Pío Latino Americano. El 23 de agosto de 1943 regresa a Venezuela; y el 18 de octubre celebra su primera misa en la Parroquia Nuestra Señora del Rosario de Queniquea. Siendo el primer sacerdote nativo de esa comunidad parroquial.

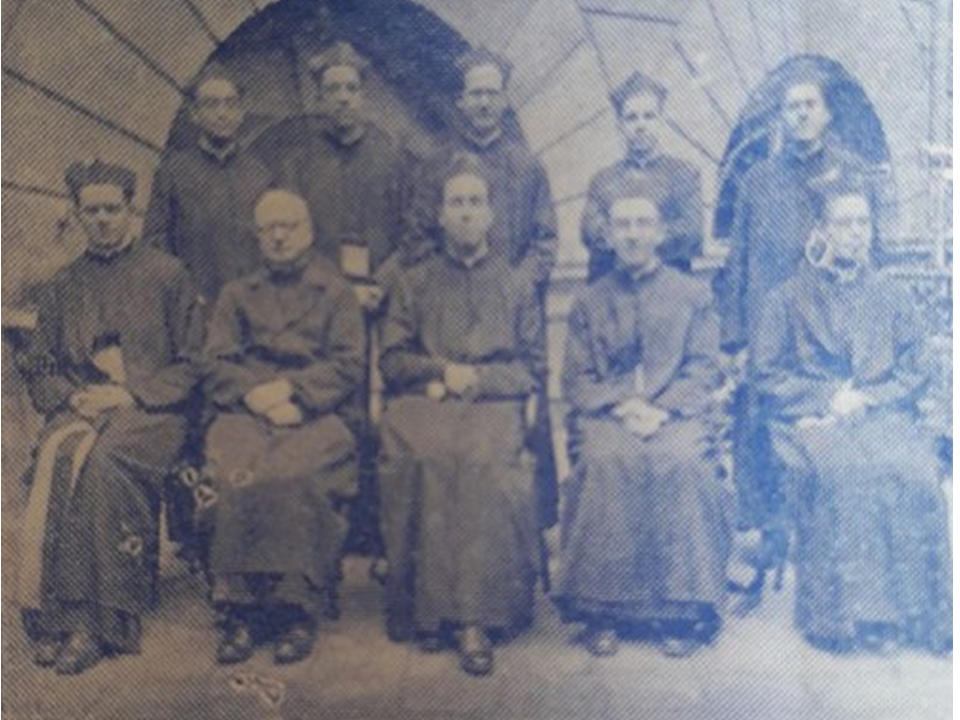
Foto tomada luego de celebrar su primera misa.

- Fue nombrado vicario cooperador de la parroquia de Colón y profesor del colegio Sucre el 15 de noviembre de 1943. Allí enseñó francés historia universal, latín y raíces griegas, siendo vicario cooperador de colón, atendió a estación Táchira (San Félix) durante ocho meses.
- El 12 de julio de 1944 fue enviado a La Grita como vicario cooperador de la Parroquia del Espíritu Santo y como subdirector del Colegio Sagrado Corazón de Jesús que se reabrió en octubre de ese mismo año.
- El 1 de diciembre de 1946 fue a Caracas como diputado por el estado Táchira en la Asamblea Nacional Constituyente.
- El 17 de octubre de 1947 fue nombrado por el Excmo. Mons. Rafael Arias Blanco director del Diario Católico, en el cual estuvo hasta el 31 de enero de 1952.

- El 18 de enero de 1952 fue nombrado primer párroco de la parroquia de Ntra. Sra. del Carmen en San Cristóbal, de la cual fue fundador.
- En septiembre de 1953 fundó el Colegio de Monseñor Arias para varones y fundó la residencia de hermanitas de los pobres para atender al colegio de niñas fundado por Monseñor Rafael Arias Blanco. El 5 de julio de 1955 volvió a la dirección de Diario Católico.
- El 8 de diciembre de 1957 fue nombrado primer párroco de la parroquia de Ntra. Sra. del Rosario en San Cristóbal, pero sin dejar la dirección de Diario Católico. Dejó de ser director del Diario Católico el 15 de agosto de 1958.
- En enero de 1952 fue nombrado por Monseñor Arias consultor Diocesano.
- Desde 1948, hasta 1951 fue profesor del Liceo Simón Bolívar.
- Desde 1948 fue Asesor General de la Acción Católica y Asesor Diocesano de la Unión de Damas de la Acción Católica.
- Desde 1952 ha sido juez sinodal y examinador diocesano.
- Desde julio de 1958 dirige en Ecos del Torbes y Radio Junín el programa: "Un Momento con mi Pueblo", del cual fue fundador.
- El 10 de enero de 1961 fue hecho por Su Santidad el Papa Juan XXIII Camarero Secreto Supernumerario.[1]

## Diario Católico
El Diario Católico fue uno de sus encargos pastorales más resultantes en la Diócesis de San Cristóbal, pues así lo hace reflejar tanto en su primer editorial como en el último.

### Primer Editorial:NOMINE ATUM TUO[2]
“Ha dispuesto el Excmo. Sr. obispo que tomemos por algún tiempo la dirección de Diario Católico para aliviar en su recargo trabajo a nuestro queridísimo hermano el Pbro. Dr. Domingo Roa  nombrado desde hace ya muchos días párroco de Nuestra Señora de Coromoto. Norma meditada de nuestra vida ha sido siempre obedecer sumisamente las disposiciones de nuestro superior, en quien vemos la indiscutible representación de Dios. Por eso, habiendo expuesto el excelentísimo prelado lo que en conciencia debimos decir, aquí estamos obedeciendo con la mejor buena, voluntad. No ignoramos la responsabilidad que sobre nuestros hombros coloca la obediencia y nos es clara la difícil posición de la prensa católica en el momento trascendental que vive Venezuela. de ahí que ante la voluntad reiterada de nuestro Obispo, sólo una palabra nos sirve de confort y nos servirá de guía: (En tu nombre, Señor). Sacerdote de Cristo, ordenado para un solo ideal, trataremos de cumplir a toda costa el juramento solemne de nuestra consagración: la extensión del reinado de Cristo entre los hombres, la grandeza de la Patria en la realización integral del Programa Mensaje de Jesucristo.”

### Último editorial:TU PROVIDENCIA OH PADRE LO GOBIERNA TODO[3]
“Al concluir mi misión en la Asamblea Nacional Constituyente, el Excmo. Señor obispo Mons. Arias el 17 de octubre de 1947 me envió a la dirección de Diario católico. Era tan clara la voluntad de Dios que a pesar de los problemas que vislumbraba en este cargo, vine tranquilo y seguro. No hay cosa más agradable y más firme para un sacerdote y para un católico que cumplir la voluntad de Dios cuando esta voluntad es clara. El 18 de enero de 1952 fui nombrado párroco de la Concordia. Estaba tan contento con mi gente que no me parecía posible dejarla nunca. Sin embargo el 5 de julio de 1955, volví al diario y mi dolor se dulcificó con el pensamiento de que era tan evidente la voluntad de Dios que no podía tener duda ni siquiera por un momento. Hoy 15 de septiembre de 1961 entrego la dirección del Diario Católico y me voy no sólo de esta empresa, sino del Táchira. Me voy con una misión distinta dentro de la comunidad de la Iglesia de la cual soy instrumento voluntario, consciente y siempre dispuesto a tratar de servir. Llegar mi Táchira y mi diario, mi obispo, mis hermano.; sacerdotes, mis fieles, mis amigos, sería muy duro si no me diera cuenta perfecta de que en esta nueva obediencia está más clara que nunca la voluntad providente del Señor. La Divina Providencia me ha dejado conocer en forma indiscutible que ha sido tan soberana y exclusiva voluntad de Juan XXIII, el Vicario de Cristo, la que me lleva a Trujillo a tratar de trabajar al lado de ese "nuevo padre y pastor" de ese santo Obispo que se llama Monseñor Camargo. Yo no me despido del Táchira, de mi verdadero padre Monseñor Fernández Feo, de mis hermanos sacerdotes, de "mis amigos, de mi pueblo como si me fuera. Yo me despido como el que va a seguir en la misma comunidad pero en otra misión distinta y en otra responsabilidad. Decir que agradezco tanta bondad no hace falta porque toda mi gente sabe que toda mi vida no es otra cosa que una cadena jamás interrumpida de beneficios recibidos. Mi lema sacerdotal que ahora será el lema de mi episcopado lo dice todo: "Yo os he llamado amigos". Amistad con Dios y con la Iglesia, con mis superiores, con mi pueblo, esto es el sostén y el consuelo de mi vida. De la Diócesis me aparto como un retoño nuevo, pero sin alejarme de su comunidad y de su espíritu.
El Diario, mi querido Diario Católico, lo dejo por disposición del señor Obispo, en manos muy seguras y para mí muy queridas. Yo conozco mucho al Pbro. Pedro José Pérez Vivas, infatigable e invariable colaborador de esta casa. Sacerdote de talento, bien formado, leal a Dios, a la Iglesia, al señor Obispo, a los sacerdotes y a su pueblo, hombre infatigable en el trabajo y decidido en la iniciativa, apegado sensiblemente a sus empresas, luchador de empuje y de constancia, el nuevo Director comunicará aliento Y progreso a esta empresa que considero la segunda en el Táchira después del Seminario. Me asiste la convicción segura de que el Diario tan importante para la Diócesis hará notables y extraordinarios adelantos en estas manos jóvenes y entusiastas. Con él quedan en el trabajo todos esos mismos colaboradores (empleados y obreros) que fueron mi apoyo y sostén, mi descanso y mi consuelo. En don Víctor Barrios, que ha sido la clave de la edición diaria, esta simbolizada bien la lealtad y el espíritu de colaboración de todo el personal. Con ellos y con el nuevo director sigo trabajando con mi espíritu para que Diario llegue a ocupar el puesto que le corresponde. Y con un abrazo de amigo para amigos, pongo en este momento mi última firma como Director gerente de Diario Católico. Los que creemos en nuestro Padre Dios y en el cielo no tenemos por qué angustiarnos cuando nos cambian de puesto o nos hacen emprender un nuevo viaje en la tierra. En el señor Obispo Monseñor Fernández Feo, que ha sido el verdadero director - gerente y el motor incontenible de esta empresa, está el secreto vital de un porvenir grandioso.
¡Tu Providencia, oh Padre, lo gobierna todo! En tu nombre. Señor, llegué al Diario Católico el 17 de octubre de 1947 y en tu nombre al ausentarme por la soberana y augusta voluntad de Juan XXIII, hoy 15 de septiembre de 1961 lo entrego con la más tranquila seguridad al Pbro. Pedro José Pérez Vivas, quien recibe en este momento esta preciosa herencia amasada con el trabajo y sacrificio de tres Obispos, de los directores, trabajadores y colaboradores, de venerables sacerdotes y de todos los católicos”.

## Episcopado

### Obispo Coadjutor de Trujillo[4]
El papa Juan XXIII lo nombró Obispo Coadjutor de la Diócesis de Trujillo y obispo titular de Capitolias el 24 de agosto de 1961.
El 1 de octubre siguiente fue consagrado como Obispo Coadjutor con derecho a sucesión del Excelentísimo Monseñor Antonio Ignacio Camargo, Obispo de Trujillo.
- Consagrante principal:
  - Emmo. Sr. Cardenal José Humberto Quintero Parra, Arzobispo de Caracas.
- Consagrantes:
  - Excmo. Mons. Críspulo Benítez Fontúrvel, Obispo de Barquisimeto
  - Excmo. Mons. Alejandro Fernández Feo-Tinoco, Obispo San Cristóbal de Venezuela

### Obispo residencial de Trujillo
El 13 de diciembre de 1961, se convirtió en el II Obispo de la Diócesis de Trujillo. 
Durante su episcopado funda unas 30 parroquias, renueva la antigua catedral, adquiere la Residencia Episcopal y el edificio para la curia Diocesana, construye totalmente el Seminario Sagrado Corazón de Jesús y unas 20 casas parroquiales. Monseñor José León Rojas Chaparro realizó una enorme labor pastoral en las tierras Trujillanas, promocionando los diversos grupos de apostolado seglar.

### Escudo episcopal
Su escudo episcopal el mismo lo describe de la siguiente manera en su autobiografía

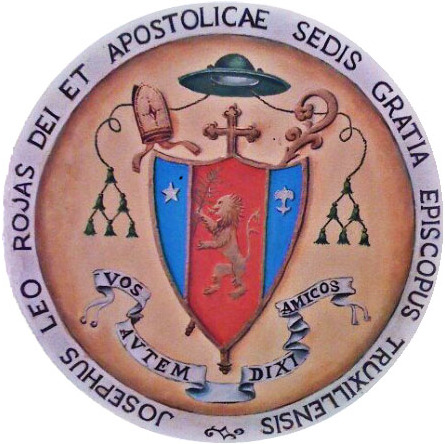

#### Lema: VOS AUTEM DIXI AMICOS
“En mi vida sacerdotal he tenido una inmensa y permanente confianza en la fuerza de la amistad. En el recordatorio de mi ordenación que tuvo lugar en Roma el 4 de abril de 1942, yo escribí como lema: "Yo os he llamado amigos (Vos autem dixi amicos)". Como fuerza de vida y de trabajo, llevo el sentido de la amistad en todas las direcciones en que puede llevarlo un hombre, un cristiano y un sacerdote: amistad con Dios, con la Iglesia, con los hombres, con los superiores, con las personas que me están confiadas, y con los iguales la fuerza de la amistad es irresistible e invencible. Dios nos ama con amor de amistad y no resiste a nuestro amor de amigos. Pero el fruto de la amistad es la paz y tengo delante el hecho totalmente providencial de que el Señor me pone amorosamente a trabajar en la tierra bendita de Nuestra Señora de la Paz.

#### El León
“Como el día de mi bautismo, la Santa Iglesia me puso el nombre de león, no me he resignado dejar a un lado el símbolo heráldico de un león que iluminado y fortalecido por Nuestra Señora de la Paz, simbolizada en la estrella, e inspirado en la fidelidad evangélica de San José, representado en el lirio, ofrece a todos el fruto de la paz, simbolizada en la rama del olivo. El león  de este escudo quiere ser el voluntario y meditado homenaje a mi Augusto Jefe Juan XXIII, el Vicario de Cristo, que en su voluntad soberana me ha conferido la dignidad episcopal, a Juan XXIII, que en su escudo lleva el león de San Mareos de Venecia”. 
Mons. José León Rojas

## Muerte
Después de rendir extraordinaria labor, Monseñor José León Rojas Chaparro muere el 11 de junio de 1982, a los 62 años en la ciudad de Caracas. Sus restos fueron trasladados a la ciudad de Trujillo, donde fueron sepultados en la Catedral.